# Abensberg

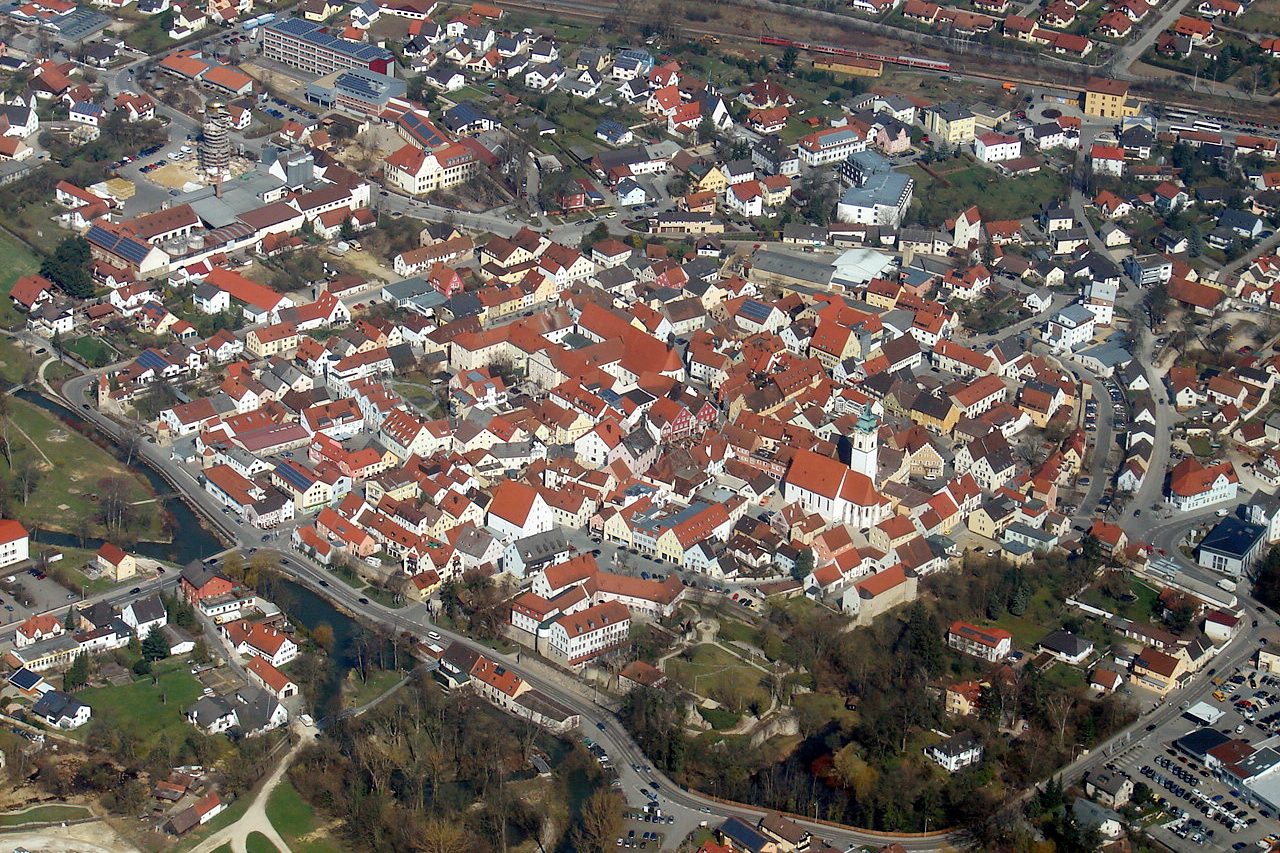
Luftbild der Altstadt

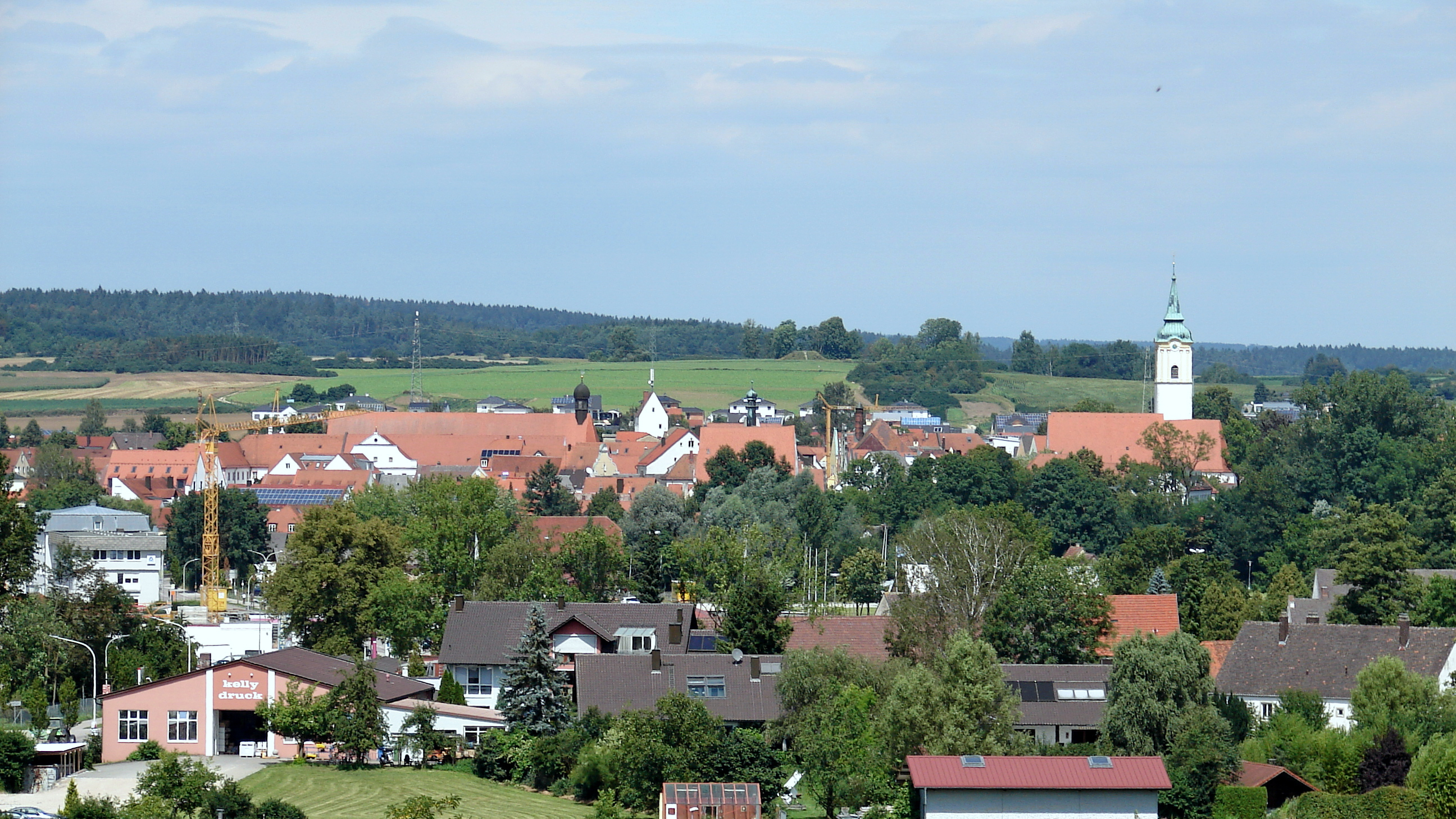
Panorama von Süden

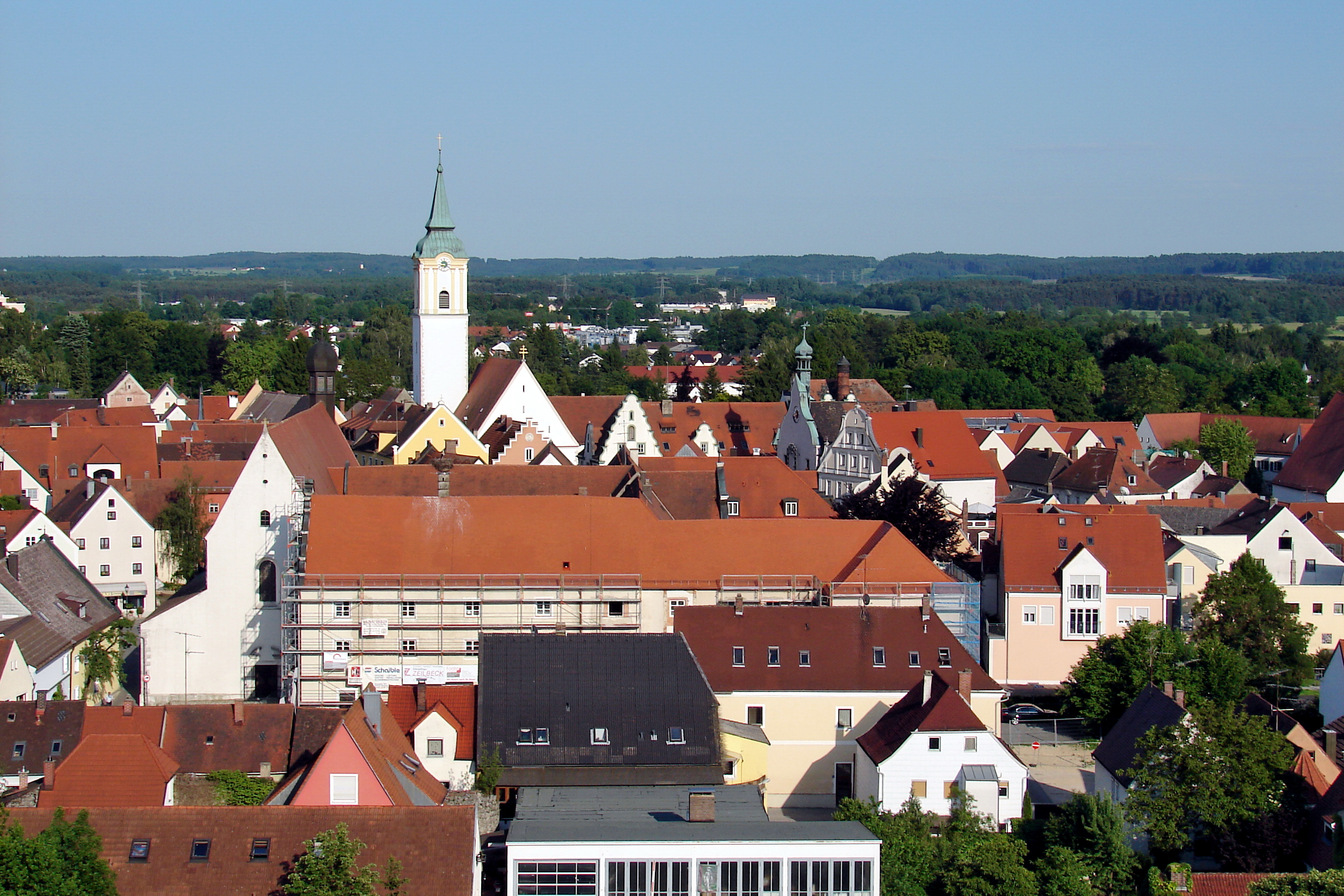
Stadtansicht von Westen

Abensberg (Ausspracheⓘ) ist eine Kleinstadt im niederbayerischen Landkreis Kelheim, die knapp 30 Kilometer südwestlich von Regensburg, gut 30 Kilometer östlich von Ingolstadt, etwa 40 Kilometer nordwestlich von Landshut und knapp 80 Kilometer nördlich von München liegt. Abensberg hat rund 15.000 Einwohner.

## Geografie

### Lage
Die Stadt liegt an der Abens, einem rechten Nebenfluss der Donau etwa acht Kilometer vor der Mündung. Das Gebiet um Abensberg wird gekennzeichnet durch das enge Donautal bei Weltenburg, das Altmühltal im Norden und das bekannte Hopfen-Anbaugebiet Hallertau im Süden.

### Stadtgliederung
Die Stadtgemeinde hat seit der Gemeindegebietsreform 22 Gemeindeteile:
- Im Kerngebiet: Abensberg (Hauptort), Aunkofen (Kirchdorf), Badhaus (Dorf)
- Im Osten: Gaden (Dorf), See (Dorf), Offenstetten (Pfarrdorf)
- Im Nordosten: Arnhofen (Kirchdorf), Baiern (Dorf), Pullach (Pfarrdorf), Kleedorf (Dorf)
- Im Norden: Sandharlanden (Pfarrdorf), Holzharlanden (Kirchdorf), Buchhof (Einöde)
- Im Westen: Schwaighausen (Dorf), Schillhof (Einöde), Gilla (Einöde)
- Im Süden: Aumühle (Einöde und gleichnamige Neubausiedlung), Allersdorf (Weiler)
- Im Südosten: Lehen (Einöde), Mitterhörlbach (Weiler), Oberhörlbach (Dorf), Unterhörlbach (Weiler)

Bis in die 1950er gab es den Gemeindeteil Bruckhof.
Gemarkungen sind Abensberg, Arnhofen, Holzharlanden, Hörlbach, Offenstetten, Pullach und Sandharlanden.
| \| Gemarkungs- schlüssel \| Gemarkung[5] \| Fläche[6] km² \| Gemeindeteile \| \| --------------------- \| --------------- \| ------------- \| ----------------------------------------------------------------------------------------- \| \| 6001 \| Abensberg \| 15,92 \| Abensberg, Allersdorf, Aumühle, Aunkofen, Badhaus, Gaden, Gilla, Schillhof, Schwaighausen \| \| 6008 \| Arnhofen \| 6,26 \| Arnhofen \| \| 6036 \| Hörlbach \| 5,61 \| Lehen, Mitterhörlbach, Oberhörlbach, Unterhörlbach \| \| 6037 \| Holzharlanden \| 6,23 \| Buchhof, Holzharlanden \| \| 6073 \| Offenstetten \| 6,58 \| Offenstetten, See \| \| 6080 \| Pullach \| 10,06 \| Baiern, Kleedorf, Pullach \| \| 6089 \| Sandharlanden \| 9,61 \| Sandharlanden \| \| \| Stadt Abensberg \| 60,27 \| \| |                 |            |                                                                                           |
| Gemarkungs- schlüssel | Gemarkung       | Fläche km² | Gemeindeteile                                                                             |
| 6001 | Abensberg       | 15,92      | Abensberg, Allersdorf, Aumühle, Aunkofen, Badhaus, Gaden, Gilla, Schillhof, Schwaighausen |
| 6008 | Arnhofen        | 6,26       | Arnhofen                                                                                  |
| 6036 | Hörlbach        | 5,61       | Lehen, Mitterhörlbach, Oberhörlbach, Unterhörlbach                                        |
| 6037 | Holzharlanden   | 6,23       | Buchhof, Holzharlanden                                                                    |
| 6073 | Offenstetten    | 6,58       | Offenstetten, See                                                                         |
| 6080 | Pullach         | 10,06      | Baiern, Kleedorf, Pullach                                                                 |
| 6089 | Sandharlanden   | 9,61       | Sandharlanden                                                                             |
| | Stadt Abensberg | 60,27      |                                                                                           |

## Geschichte

### Bis zum 19. Jahrhundert
Schon lange vor dem Hochmittelalter war das Gebiet an den Abensauen besiedelt. Bereits in der Jungsteinzeit gab es in der Nähe von Abensberg Siedlungen. Besonders interessant und von überregionaler Bedeutung ist das jungsteinzeitliche Feuersteinbergwerk von Arnhofen. Dort bauten vor 7.000 Jahren die Menschen der Steinzeit den begehrten Feuerstein, auch Silex genannt, ab. Dieser Feuerstein wurde zu Bohrern, Klingen und Pfeilspitzen verarbeitet und galt als der Stahl der Steinzeit. Insgesamt konnten bisher über 20.000 Einzelschächte des Bergwerkes nachgewiesen werden.

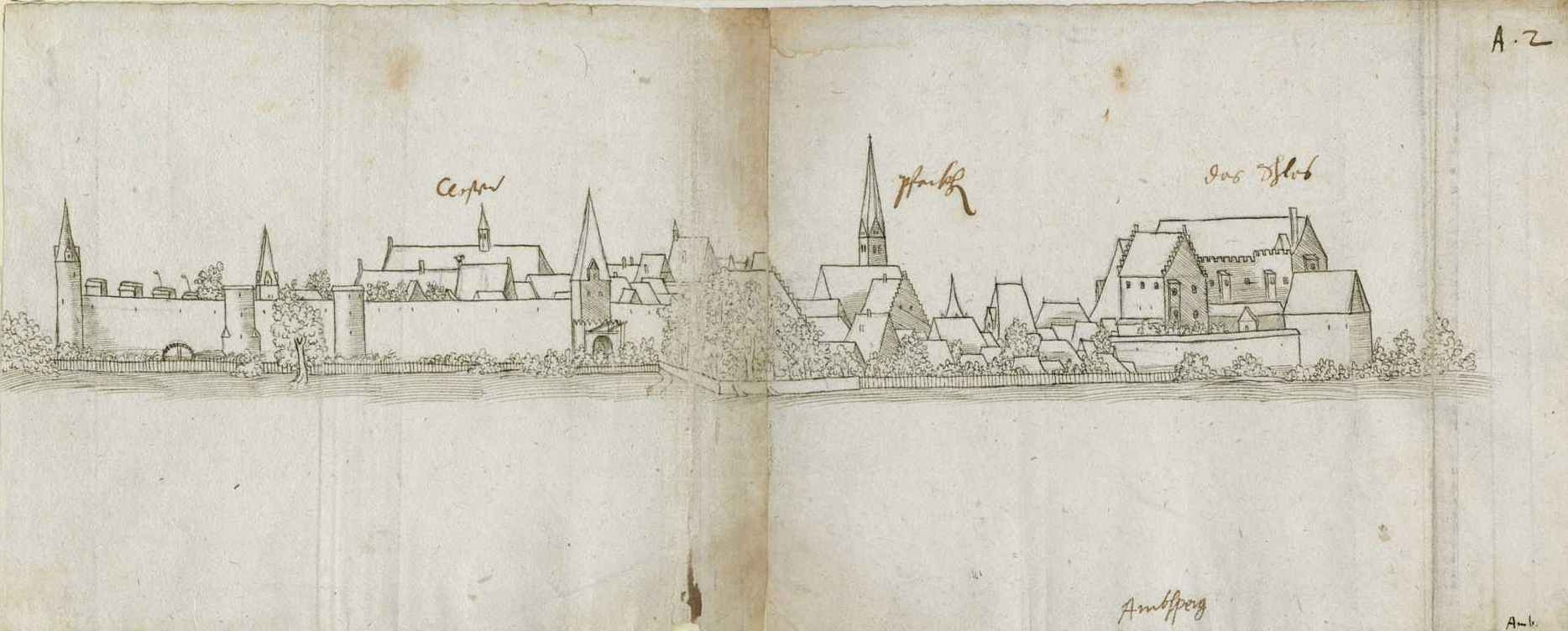
Stadtansicht aus dem 16. Jhdt., Zeichnung von Philipp Apian

Die neuzeitliche Geschichte von Abensberg, das oft fälschlicherweise mit der römischen Militärstation Abusina aus dem 3. Jahrhundert gleichgesetzt wurde, beginnt mit Gebhard I., der Mitte des 12. Jahrhunderts die Burg Abensberg errichtete und sich als erster nach dem Ort Abensberg benannte. Aus dieser Zeit um 1138 stammt auch die früheste schriftliche Erwähnung unter dem Namen Habensperch. Gebhard I. stammte aus dem Hause der Herren von Ratzenhofen, die wiederum Verwandte der Grafen von Ebersberg waren. Seine Frau Sophie von Mengkofen stammte aus der Sippe der Babonen.
1256 wird erstmals ein castrum Abensperch urkundlich erwähnt.
Herzog Ludwig, Markgraf von Brandenburg und sein Bruder Herzog Stephan von Bayern bestätigten am 12. Juni 1348 die Stadtrechte von Abensberg. Nun konnten die Abensberger die niedere Gerichtsbarkeit ausüben, hatten das Recht, sich mit einer Mauer zu umgeben, und durften Märkte abhalten. Deshalb ließ Ulrich III. von Abensberg eine Stadtmauer errichten. Angeblich besaß die Mauer zu Ehren des vierzigfachen Vaters Babo 32 Rundtürme und acht Ecktürme, die heute noch zum Teil erhalten sind oder wiederhergestellt wurden (siehe Bild). In der mittelalterlichen Stadt Abensberg genossen die Bürger gegenüber ihrem Burgherrn eine gewisse Autonomie. Sie bestimmten einen Stadtrat, wobei nur wenige reiche Familien ratsfähig waren. Um 1390 wurde von Graf Johannes II. von Abensberg und seiner Gemahlin Agnes das Karmelitenkloster Unsere Liebe Frau gegründet.

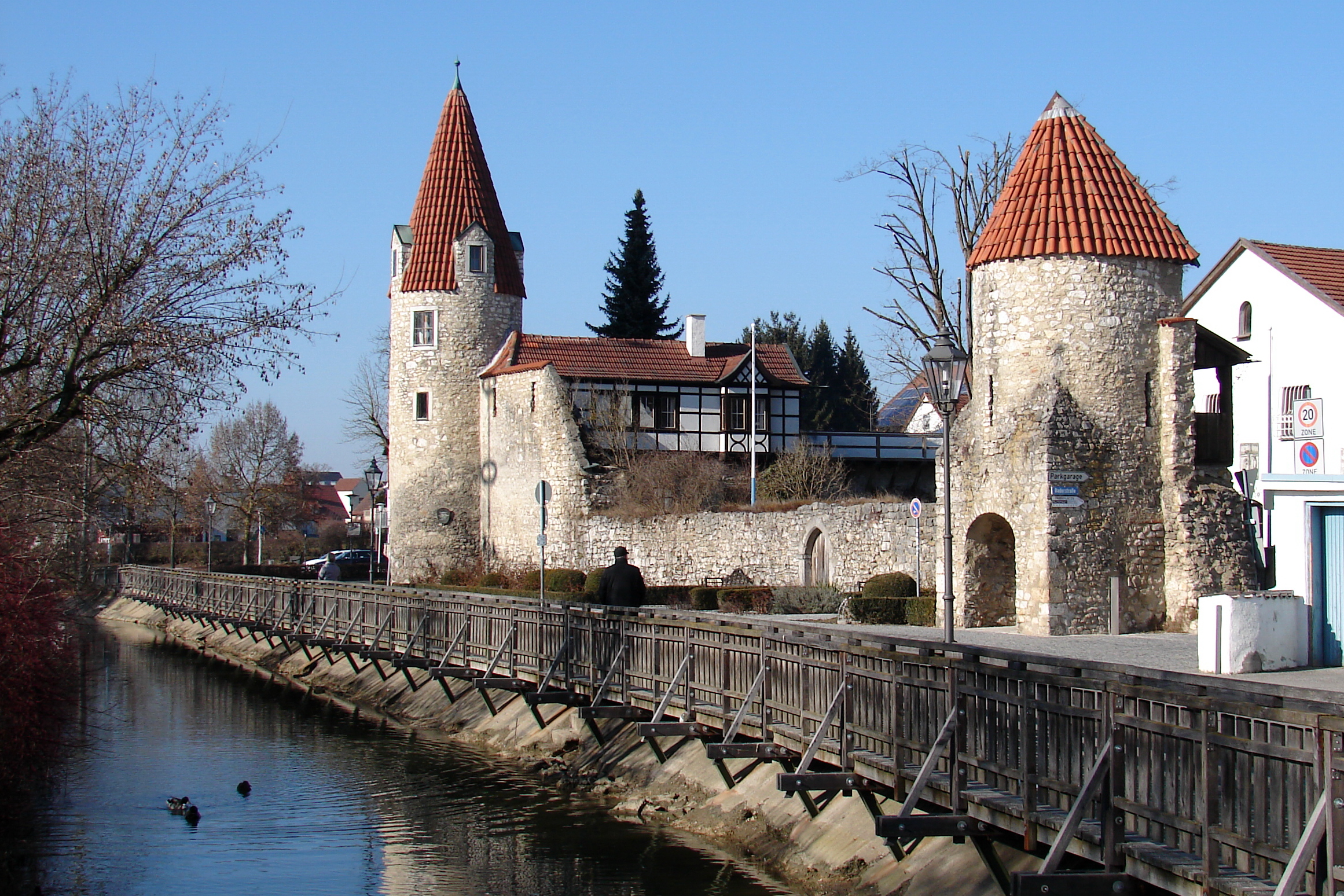
Abensberger Wahrzeichen: Maderturm

Obwohl selbstständige Herrschaft, war Abensberg doch immer auch abhängig von den mächtigen bayerischen Herzögen. Der letzte Herr von Abensberg, Niklas, angeblich nach seinem Taufpaten Nikolaus von Kues benannt, wurde von Herzog Christoph 1485 umgebracht. Niklas hatte Christoph – Jahre zuvor – auf unritterliche Art und Weise in München im Bade vor einem Turnier gefangen genommen. Obwohl Christoph der Rache abgeschworen hatte, lauerte er dem Niklas von Abensberg bei Freising auf. Nachdem sich Niklas bereits ergeben hatte, wurde er von Seitz von Frauenberg erschlagen. Er liegt im ehemaligen Karmelitenkloster zu Abensberg begraben. Die Herrschaft Abensberg verlor ihre Selbstständigkeit und wurde ein Teil Bayerns. Von nun an wurde die Stadt von einem herzoglichen Beamten, dem so genannten Pfleger verwaltet.

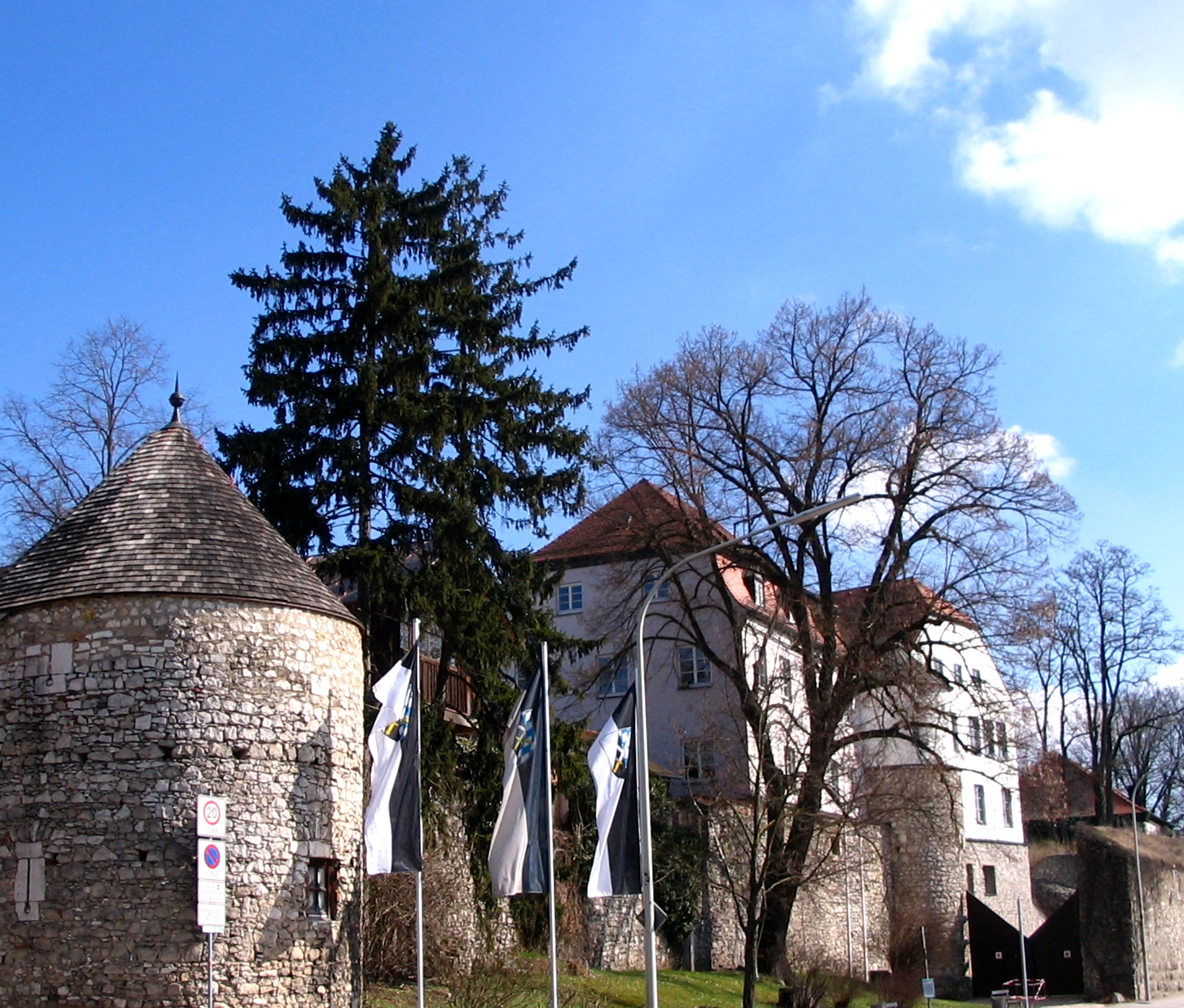
Reste der Burg Abensberg

Die Burg Abensberg wurde im Dreißigjährigen Krieg zerstört, obwohl die Abensberger beim schwedischen General Wrangel einen Schutzbrief erkauft hatten. Auf den Ruinen wurde später ein barocker Neubau errichtet.
Aventinus (1477–1534) ist der berühmteste Sohn der Stadt Abensberg. Er gilt als Begründer der wissenschaftlichen bayerischen Geschichtsschreibung. Aventinus, der mit bürgerlichem Namen Johann oder Johannes Turmair hieß, hat das erste große deutschsprachige volkstümliche Geschichtsbuch geschaffen und fand durch die Aufnahme in die Ruhmeshalle München und in die Walhalla bei Regensburg späte Anerkennung. In der Zeit österreichischer Besatzung während des Spanischen Erbfolgekrieges belehnte Kaiser Leopold den „Grafen Ehrenreich von Abensperg und Traun“, einen österreichischen Nachkommen der Abensberger Babonen, mit der Herrschaft Abensberg, so dass es zu einem kurzfristigen, fremdbestimmten Aufleben der Abensberger Grafschaft kam.
Vor 1802 war Abensberg Pflegamt und gehörte zum Rentamt Straubing des Kurfürstentums Bayern. Abensberg besaß ein Stadtgericht mit magistratischen Eigenrechten.

### Ab 1808
1808 wurde das Landgericht Abensberg dem Regenkreis zugeordnet. In der Schlacht von Abensberg vom 19. bis 20. April 1809 besiegte Napoleon, dem die verbündeten Bayern unterstellt waren, die österreichischen Truppen unter Feldmarschallleutnant Baron Hiller. 1838 kamen die Landgerichte Abensberg und Kelheim zu Niederbayern, das bis dahin Unterdonaukreis hieß. Am 8. August 1857 wurden 17 südliche Gemeinden dem Landgericht Mainburg zugeordnet. 1862 gingen die Reste des Landgerichts Abensberg im Bezirksamt Rottenburg auf. Zusammen mit der industriell geprägten Nachbarstadt Neustadt a.d.Donau wurde Abensberg im Dezember 1993 zum gemeinsamen Mittelzentrum aufgestuft.

### Eingemeindungen
Die Gemeinde Aunkofen wurde am 1. April 1939 nach Abensberg eingemeindet. Im Zuge der Gebietsreform in Bayern wurden am 1. Januar 1972 die Gemeinden Arnhofen, Holzharlanden und Sandharlanden eingegliedert. Am 1. Juli 1972 kam Pullach hinzu. Hörlbach folgte am 1. April 1975. Aus der aufgelösten Gemeinde Offenstetten kamen am 1. Mai 1978 deren Gemeindeteile Offenstetten und See hinzu.

### Einwohnerentwicklung
Im Zeitraum 1988 bis 2018 stieg die Einwohnerzahl von 9.685 auf 13.946 um 4.261 Einwohner bzw. um 44 %.

## Politik

### Bürgermeister
Erster Bürgermeister ist Bernhard Resch (LWO). Er ist seit 1. Oktober 2023 im Amt und wurde im Juli 2023 zum Nachfolger von Uwe Brandl (CSU) gewählt, der seit 1993 im Amt war. Zum Zweiten Bürgermeister wurde am 11. Oktober 2023 Dr. Heinz Kroiß (FDP) gewählt.

### Stadtrat
Die Kommunalwahl am 15. März 2020 führte zu folgendem Ergebnis für die Zusammensetzung des Stadtrats:
| Partei / Liste                                 | Stimmenanteil | Sitze |
| Christlich-Soziale Union in Bayern (CSU)       | 24,4 %        | 6     |
| SPD Bayern (SPD)                               | 15,1 %        | 3     |
| Bündnis 90/Die Grünen (Grüne)                  | 11,0 %        | 3     |
| FDP Bayern (FDP)                               | 6,8 %         | 2     |
| Landwähler Offenstetten (LWO)                  | 12,7 %        | 3     |
| Wählergemeinschaft Sandharl.-Holzharl. (WSH)   | 9,5 %         | 2     |
| Freie Wähler Abensberg (FWA)                   | 8,2 %         | 2     |
| Aktive Bürgerinnen und Bürger Abensberg (ABBA) | 6,4 %         | 1     |
| Junge Liste Abensberg (JL)                     | 6,2 %         | 1     |
| Unabhängige Wählergruppe Abensberg-Land (UWL)  | 2,7 %         | 1     |
| Bürger-Liste Pullach (BLP)                     | 3,4 %         | 1     |

### Städtepartnerschaften
Abensberg unterhält Städtepartnerschaften mit
- Griechenland: Parga (seit 1986)
- Italien: Lonigo (seit 1999)[18]
- Frankreich: Saint-Gilles (seit 2016)[19]

### Wappen
Das Wappen ist gespalten, vorn die bayerischen Rauten, hinten schräg geteilt von Silber und Schwarz, im Ganzen belegt mit zwei schräg gekreuzten silbernen Schwertern mit goldenen Griffen.
Der Ort führte seit 1338 ein Wappen, nämlich das der Grafen von Abensberg. Mit dem Tode des letzten von ihnen, Niclas von Abensberg, im Jahre 1485 fielen die Besitztümer an das Herzogtum Bayern-München, so dass auch in Abensberg fortan nur noch das bayerische Wappen geführt wurde.
Am 31. Dezember 1809 wurde der Stadt durch einen Erlass von König Maximilian I. Joseph ein neues Wappen verliehen, und zwar als Anerkennung ihrer (vorwiegend humanitären und logistischen) Verdienste im Anschluss an die Schlacht von Abensberg im gleichen Jahr. Das schräg geteilte Feld in Silber und Schwarz entstammte dem alten Wappen derer von Abensberg, die weiß-blauen Rauten demjenigen der Wittelsbacher. Die Schwerter erinnern an die Schlacht von Abensberg.
Offenstetten, heute ein Gemeindeteil von Abensberg, führte früher ein eigenes Wappen.

## Wirtschaft und Infrastruktur
Die Gegend um Abensberg, der sogenannte Sandgürtel zwischen Siegenburg, Neustadt an der Donau, Abensberg und Langquaid, wird wegen der optimalen Boden- und Klimabedingungen landwirtschaftlich intensiv zur Zucht von Spargel genutzt, auf 212 Hektar Anbaufläche produzieren dort 94 Betriebe das Gemüse (Stand 2004). Abensberger Spargel genießt unter Kennern den Ruf einer besonderen Delikatesse.
Neben dem Spargel spielt auch der Hopfenanbau eine große Rolle (eigener Siegelbezirk). Es existieren noch drei Privatbrauereien – die Brauerei Kuchlbauer, der Hofbräu Abensberg und die Brauerei Ottenbräu. Abensberg ist Ausgangspunkt der Deutschen Hopfenstraße. Insgesamt gab es 1998 im Bereich der Land- und Forstwirtschaft 142, im produzierenden Gewerbe 1674 und im Bereich Handel und Verkehr 825 Beschäftigte am Arbeitsort. In sonstigen Wirtschaftsbereichen waren 1289 Personen am Arbeitsort beschäftigt. Beschäftigte am Wohnort gab es insgesamt 4020.
Im verarbeitenden Gewerbe sowie Bergbau und Gewinnung von Steinen und Erden gab es 12 Betriebe, im Bauhauptgewerbe 18 Betriebe. Zudem bestanden im Jahr 1999 118 landwirtschaftliche Betriebe mit einer landwirtschaftlich genutzten Fläche von 3059 Hektar. Davon waren 2599 Hektar Ackerfläche und 361 Hektar Dauergrünfläche.
Bundesweit bekannt war die Verlagsdruckerei Josef Kral, die früher die Offerten-Zeitung für die katholische Geistlichkeit herausgab.

### Verkehr
Der Bahnhof Abensberg liegt an der Bahnstrecke Regensburg–Ingolstadt.
Die Stadt erreicht man mit dem Auto über die A 93 Holledau–Regensburg (Ausfahrt Abensberg). Südlich von Abensberg kreuzen sich die Bundesstraßen B 16, B 299 und B 301.

## Öffentliche Einrichtungen

### Hochschule
Im Juni 2015 erhielt Abensberg den Zuschlag für den dezentralen Bachelor-Studiengang Soziale Arbeit. Die Stadt wird damit zum Außenstandort der OTH Regensburg. Damit erhielt Abensberg den offiziellen Status einer „Hochschulstadt“ und darf somit mit dieser Bezeichnung öffentlich auftreten.

### Ämter
- Amt für Digitalisierung, Breitband und Vermessung
- Amt für Ernährung, Landwirtschaft und Forsten

### Bildung
- Kindergarten: 330 Kindergartenplätze mit 441 Kindern
- In den beiden Grundschulen wurden im Schuljahr 2018/2019 insgesamt 579 Schüler von 32 Lehrern unterrichtet,[22][23] in der Aventinus-Mittelschule Abensberg waren es 328 Schüler und 32 hauptamtliche Lehrkräfte.[24]
- Johann-Turmair-Realschule mit 851 Schülern und 60 hauptamtlichen Lehrkräften (Stand: Schuljahr 2018/2019)[25]
- Volkshochschule
- Cabrini-Schule Offenstetten: Förderzentrum mit dem Förderschwerpunkt geistige Entwicklung
- Prälat-Michael-Thaller-Schule: Sonderpädagogisches Förderzentrum
- Berufsbildungswerk Sankt Franziskus
- Landwirtschaftsschule[26]

Von 2007 bis 2014 hatte die Staatliche Berufsschule Kelheim eine Außenstelle in Abensberg.

### Vereine
- Freiwillige Feuerwehr Abensberg[27]
- Freiwillige Feuerwehr Offenstetten
- FSV Sandharlanden
- Königlich privilegierte Feuerschützengesellschaft Abensberg
- MSC Abensberg
- Stopselclub 1860/Bayern aus Abensberg[28]
- TSV Offenstetten
- TSV Abensberg Die Judoabteilung des TSV Abensberg ist die erfolgreichste Judoabteilung Deutschlands und eine der erfolgreichsten international. 1976 gelang der Aufstieg in die Bundesliga. Ab 1991 folgten 20 Meistertitel, drei deutsche Vizemannschaftsmeisterschaften, sieben Europacupsiege. Mehrere Olympiamedaillengewinner kämpften bzw. kämpfen für den TSV, darunter Ole Bischof.

### Freizeit- und Sportanlagen
- Abensberger Tennisclub
- Freibad Abensberg
- Hallenbad Abensberg
- Sportverein Abensberg
- Speedwaybahn (Speedwayrennen jeden Pfingstmontag)
- Schießstand des Schützenverein Abensberg
- Jugend- und Kulturzentrum Gleis1

## Kultur und Sehenswürdigkeiten
- Feuersteinbergwerk von Abensberg-Arnhofen
- Vogelpark Abensberg
- Historischer Stadtkern

### Theater
Ein am Abensberger Bahnhof befindlicher alter Güterschuppen wurde in überwiegend ehrenamtlicher Arbeit in das „Theater am Bahnhof“ umgebaut. Dieses Theater, das überwiegend vom Verein Theater am Bahnhof Abensberg e. V. genutzt wird, wurde am 19. Oktober 2008 eröffnet.

### Museen

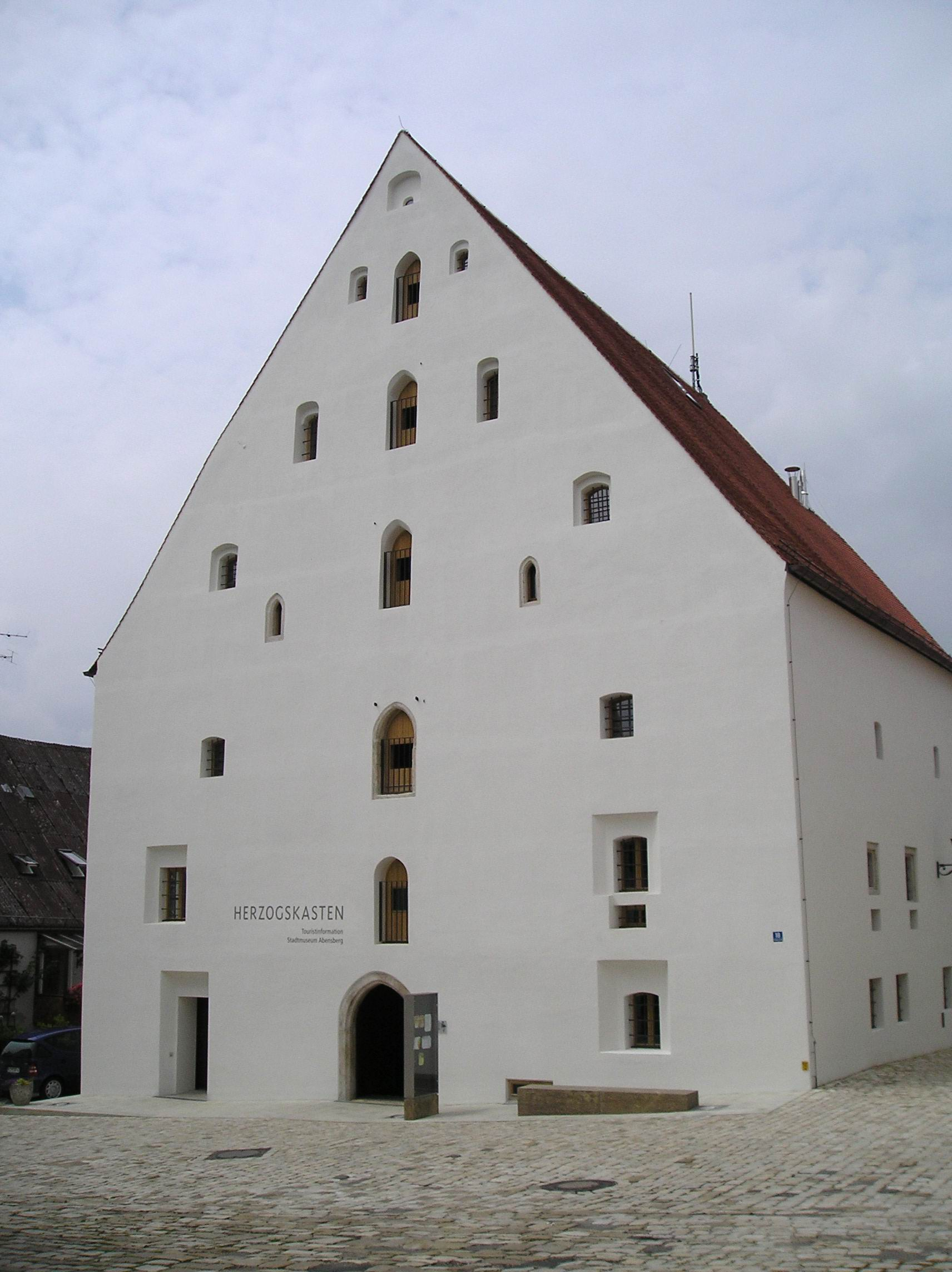
Das Abensberger Stadtmuseum

Abensberg hat eine lange Museumstradition. Bereits im 19. Jahrhundert begründeten Nikolaus Stark und Peter Paul Dollinger eine lokalhistorische Sammlung. Diese städtische Sammlung und die Sammlung des Heimatvereines wurden 1963 zum Aventinusmuseum vereinigt. Es befand sich im Kreuzgang des ehemaligen Karmelitenklosters. Am 7. Juli 2006 wurde das neue Stadtmuseum Abensberg im Herzogskasten eröffnet.
Im Juni 2014 wurde das KunstHausAbensberg eröffnet. Auf 280 Quadratmetern, die sich über zwölf Ebenen erstrecken, wird in zahlreichen Exponaten das Leben und Werk des Künstlers Friedensreich Hundertwasser dargestellt. In der Architektur des KunstHausesAbensberg, geplant von Peter Pelikan, finden sich auch die für Hundertwasser typischen Formen und Farben wieder. Am markantesten ist dabei der schiefe Turm des Gebäudes.

### Bauwerke
- Stadtpfarrkirche St. Barbara
- Karmelitenkloster mit Kreuzgang und Klosterkirche „Unsere Liebe Frau (Abensberg)“
- Evangelische Kirche
- Rathaus
- Herzogskasten mit Stadtmuseum
- Maderturm (Wahrzeichen Abensbergs und Teil der ehemals aus 32 Rund- und 8 Ecktürmen bestehenden Stadtbefestigung)
- Reste der Burg Abensberg
- Regensburger Tor
- Zollhäusl
- Wallfahrtskirche Allersdorf
- Kuchlbauer-Turm von Friedensreich Hundertwasser
- Wasserschloss Offenstetten

### Natur
- Das Naturschutzgebiet Binnendünen bei Siegenburg und Offenstetten

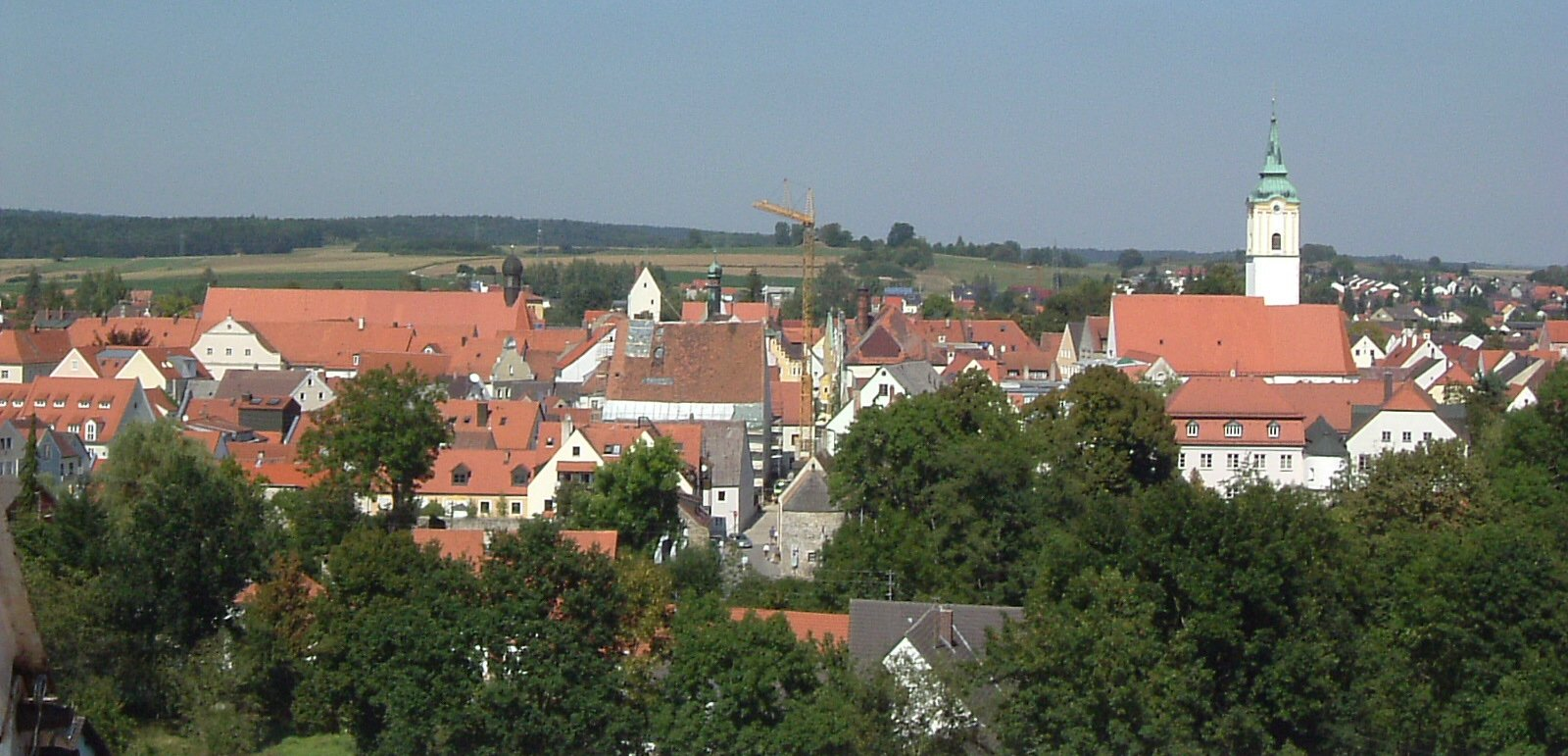
Historische Altstadt
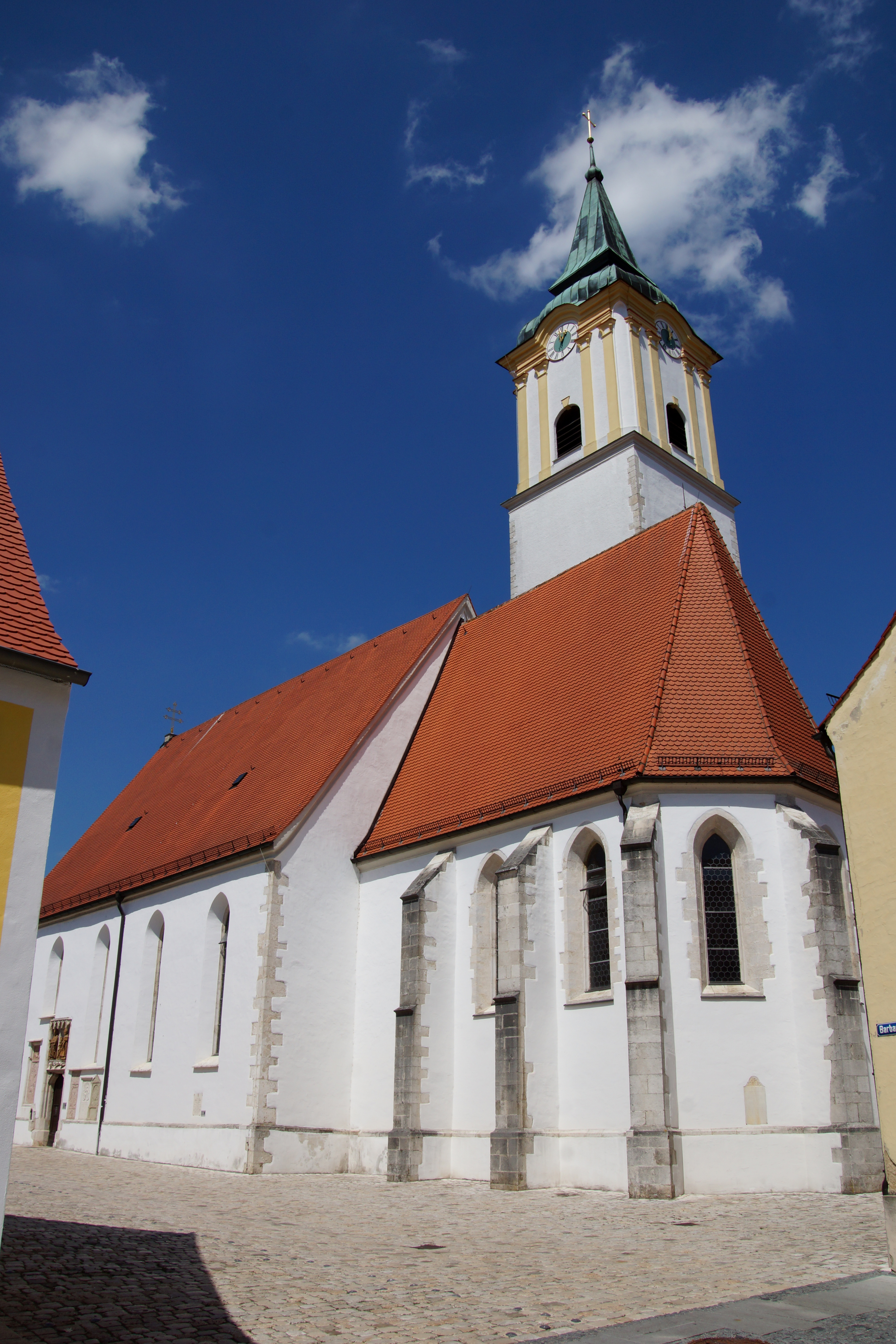
Stadtpfarrkirche St. Barbara
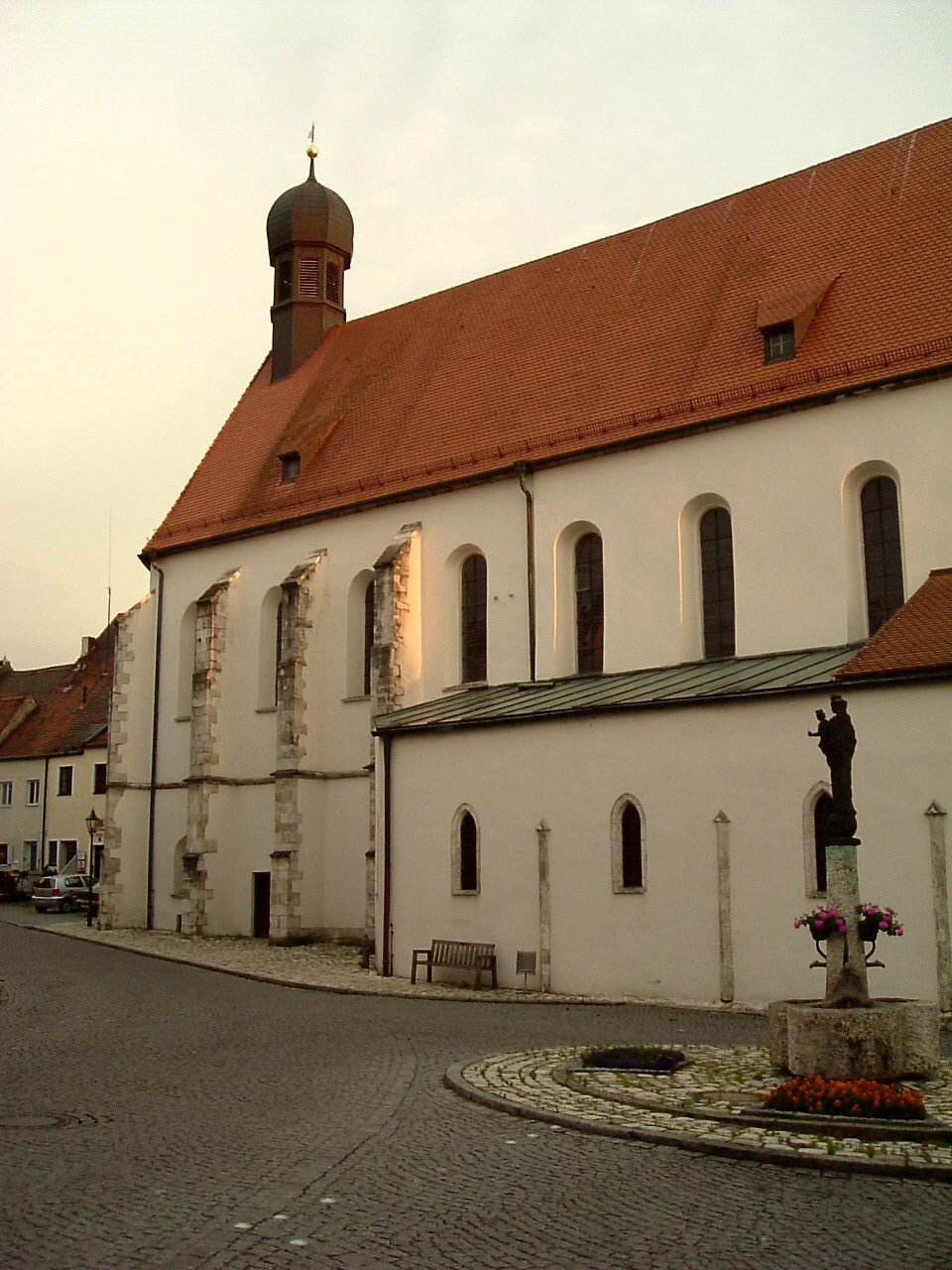
Klosterkirche
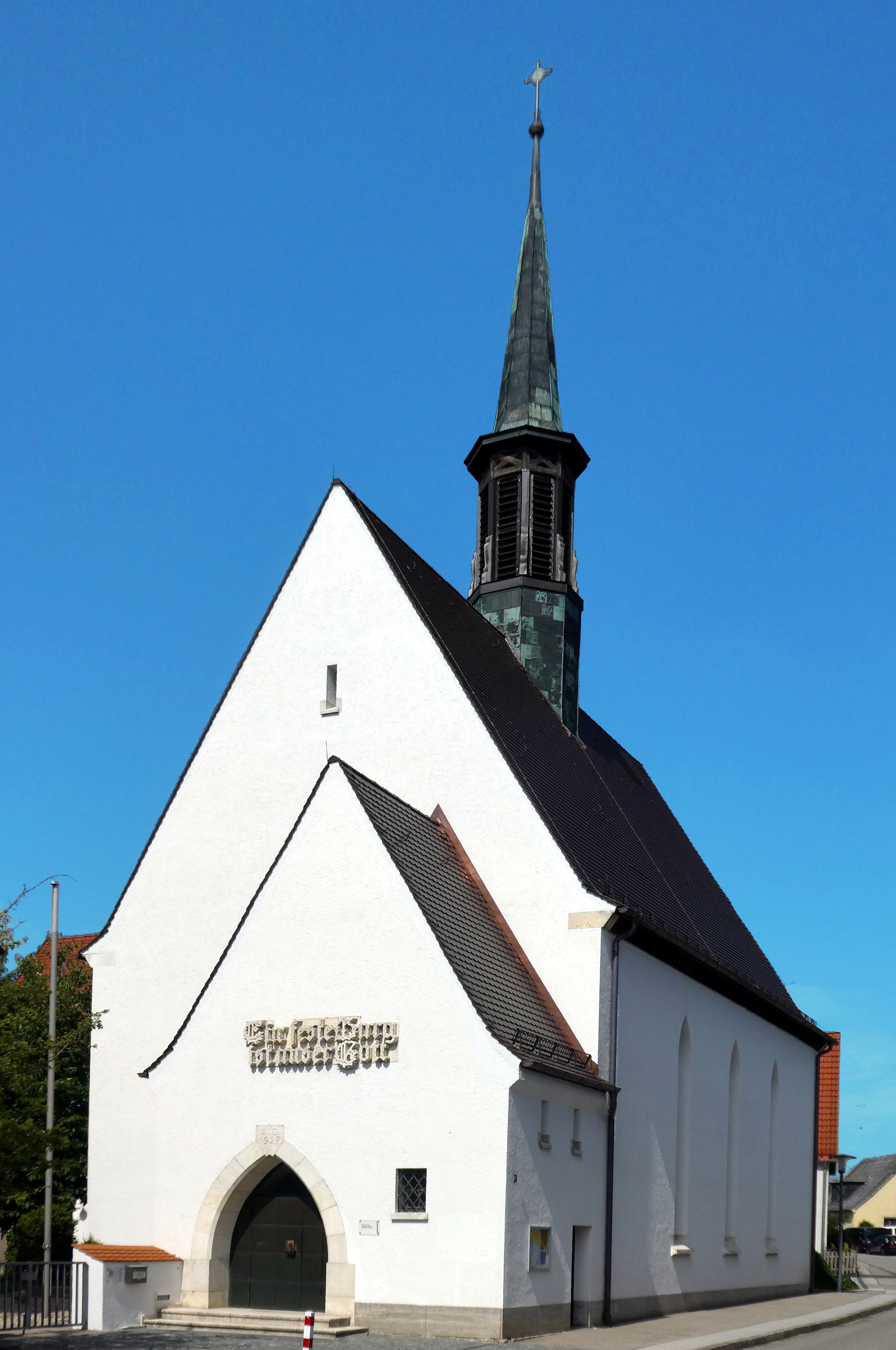
Evangelische Kirche
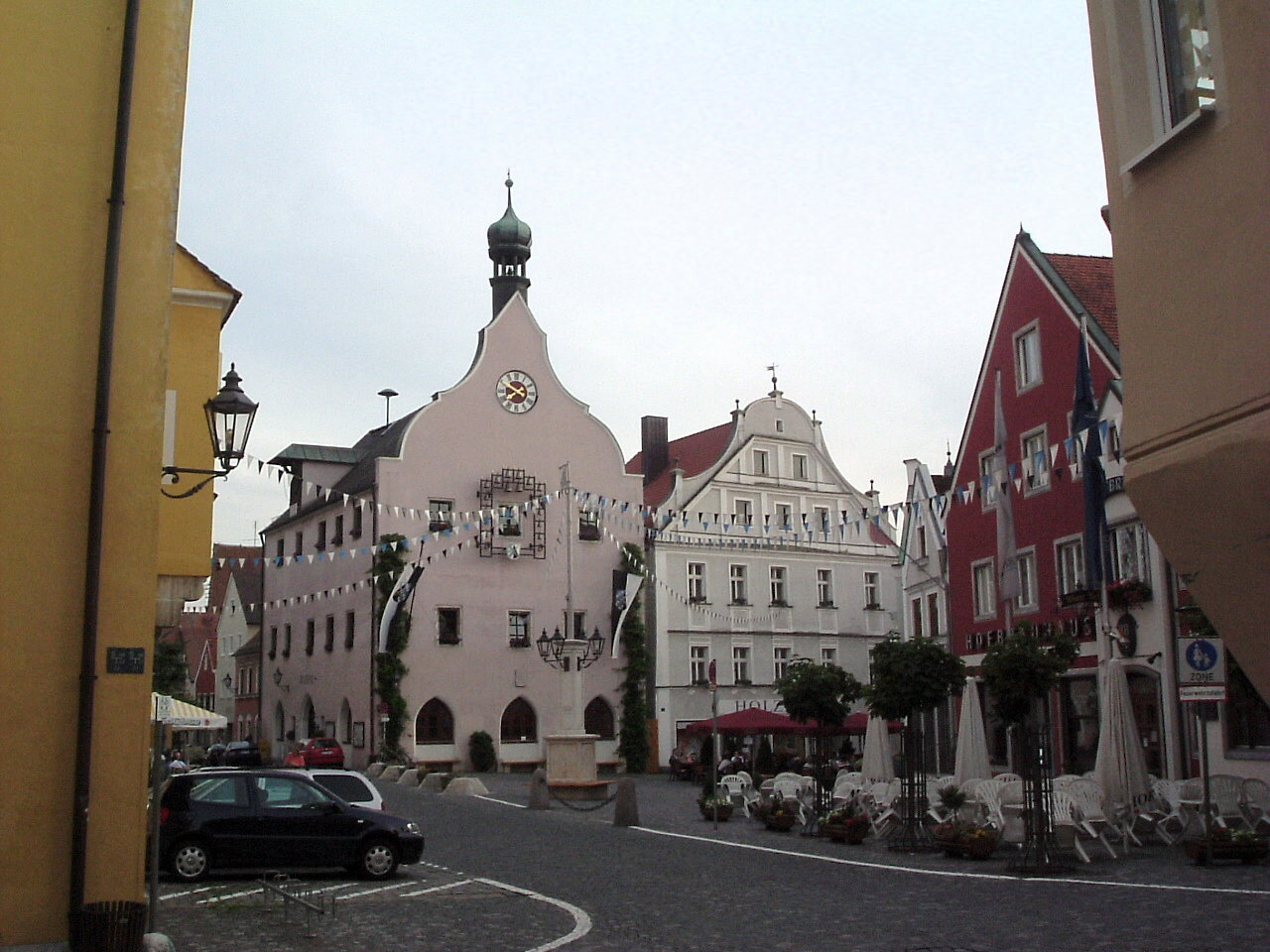
Stadtplatz mit Rathaus
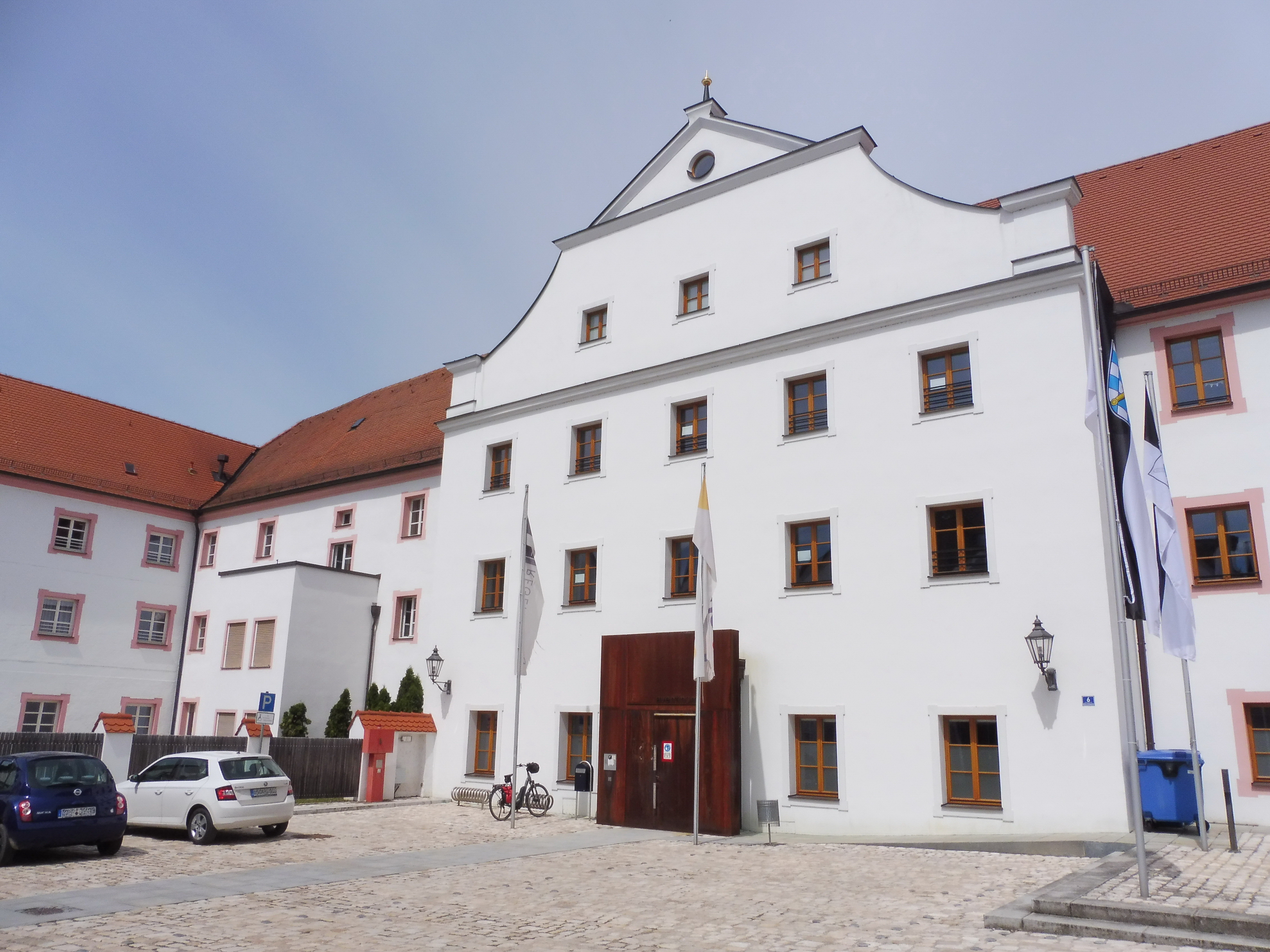
Aventinum im ehemaligen Karmelitenkloster
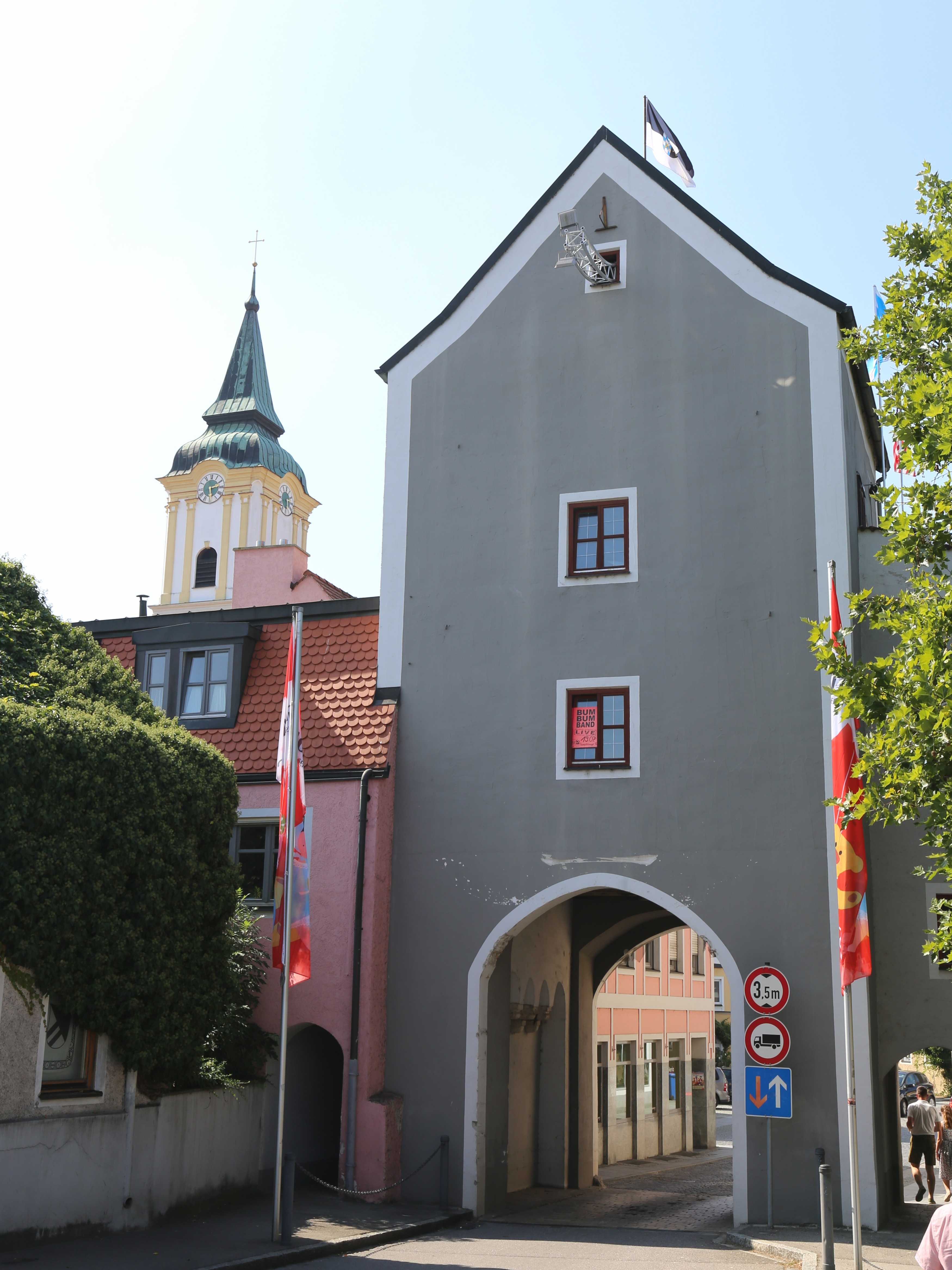
Regensburger Tor
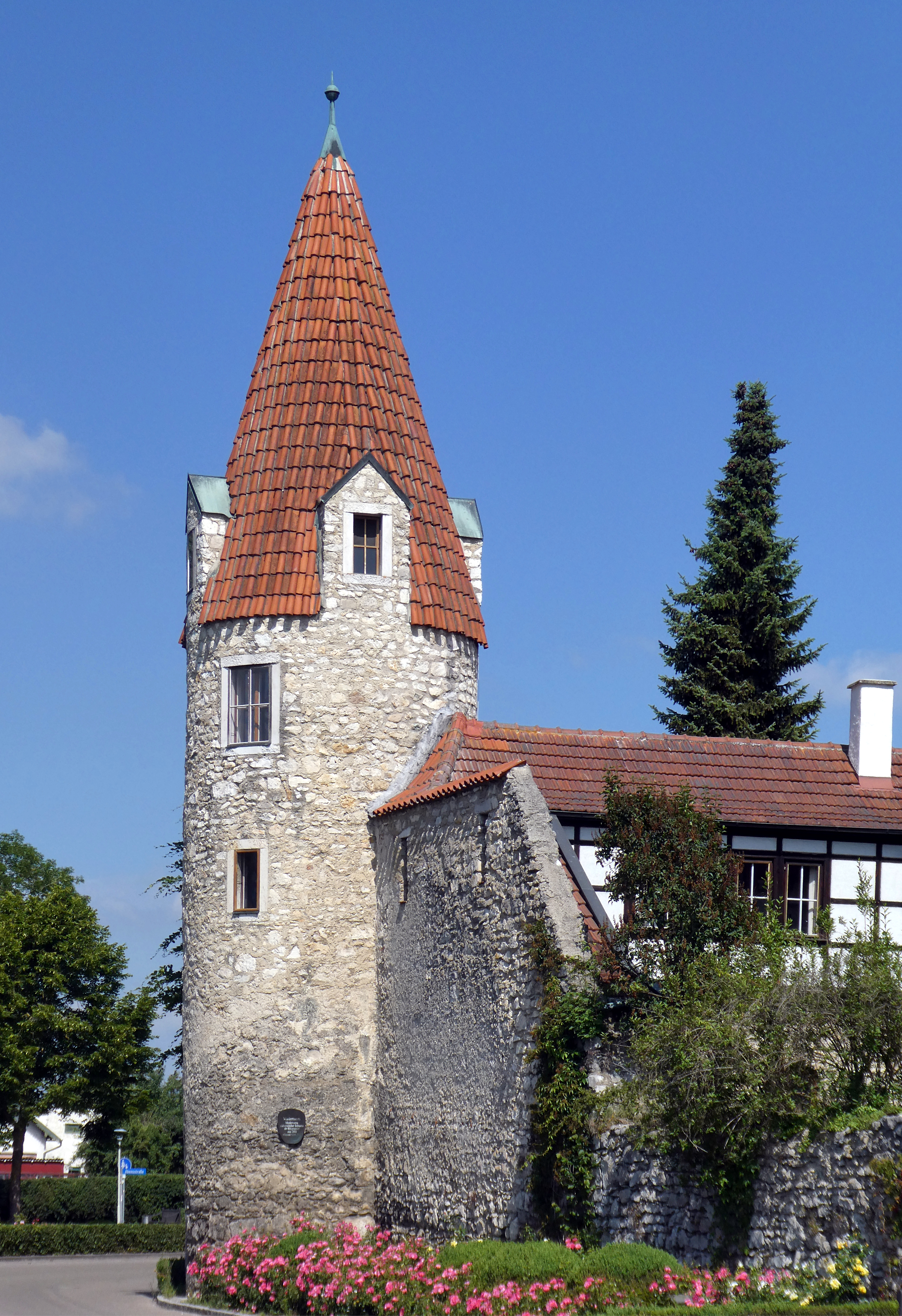
Maderturm
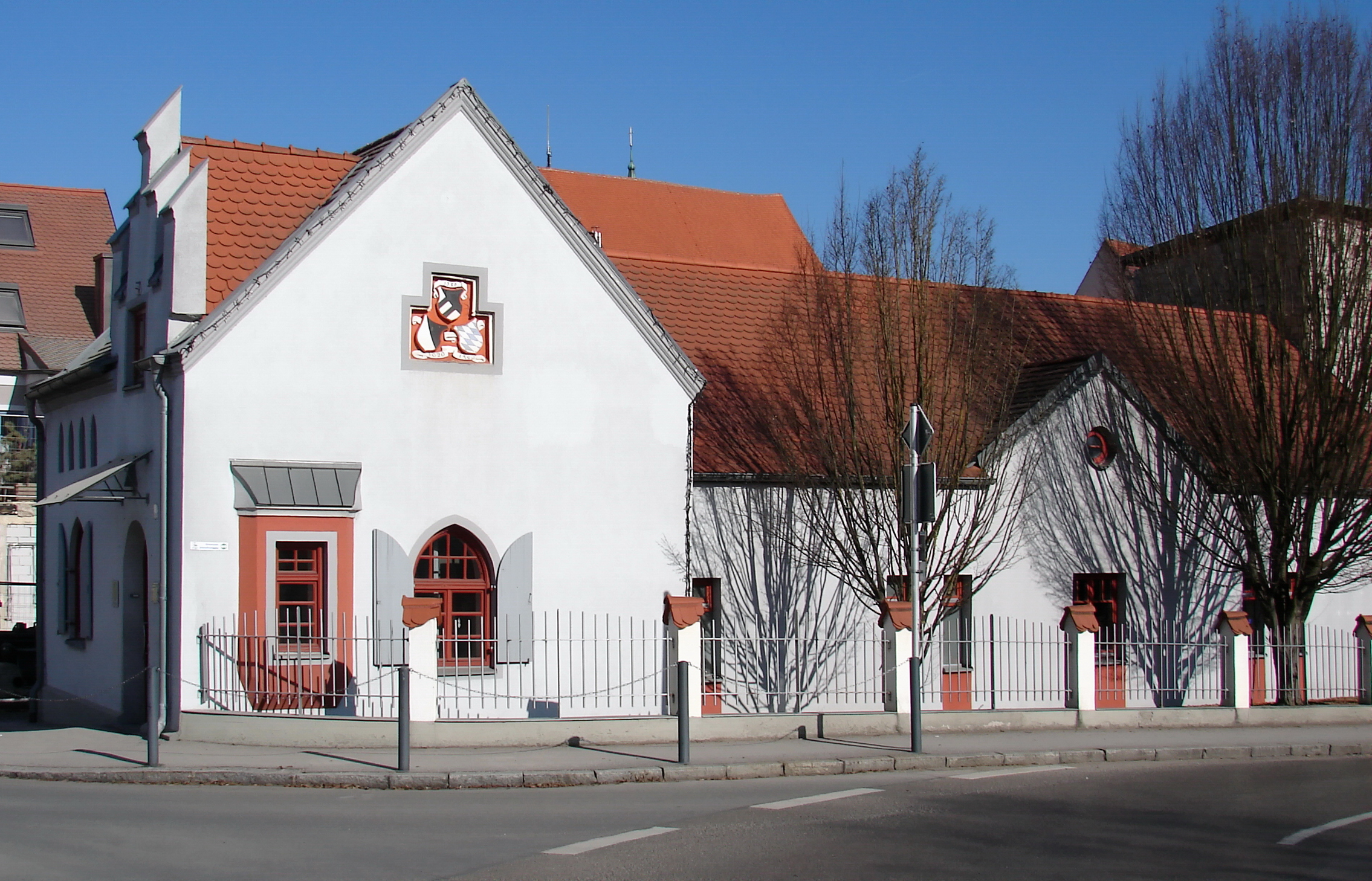
Zollhäusl
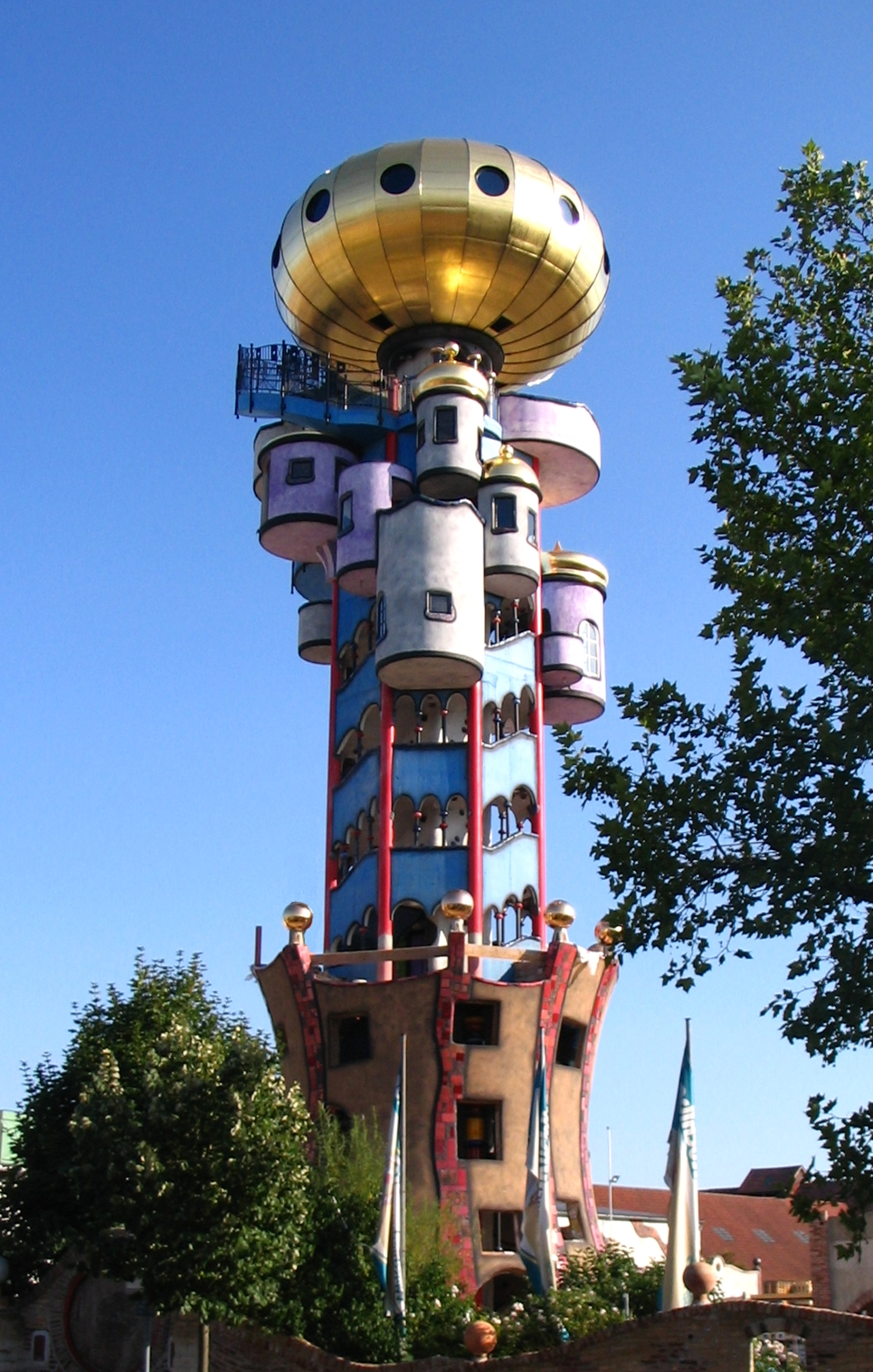
Kuchlbauer-Turm
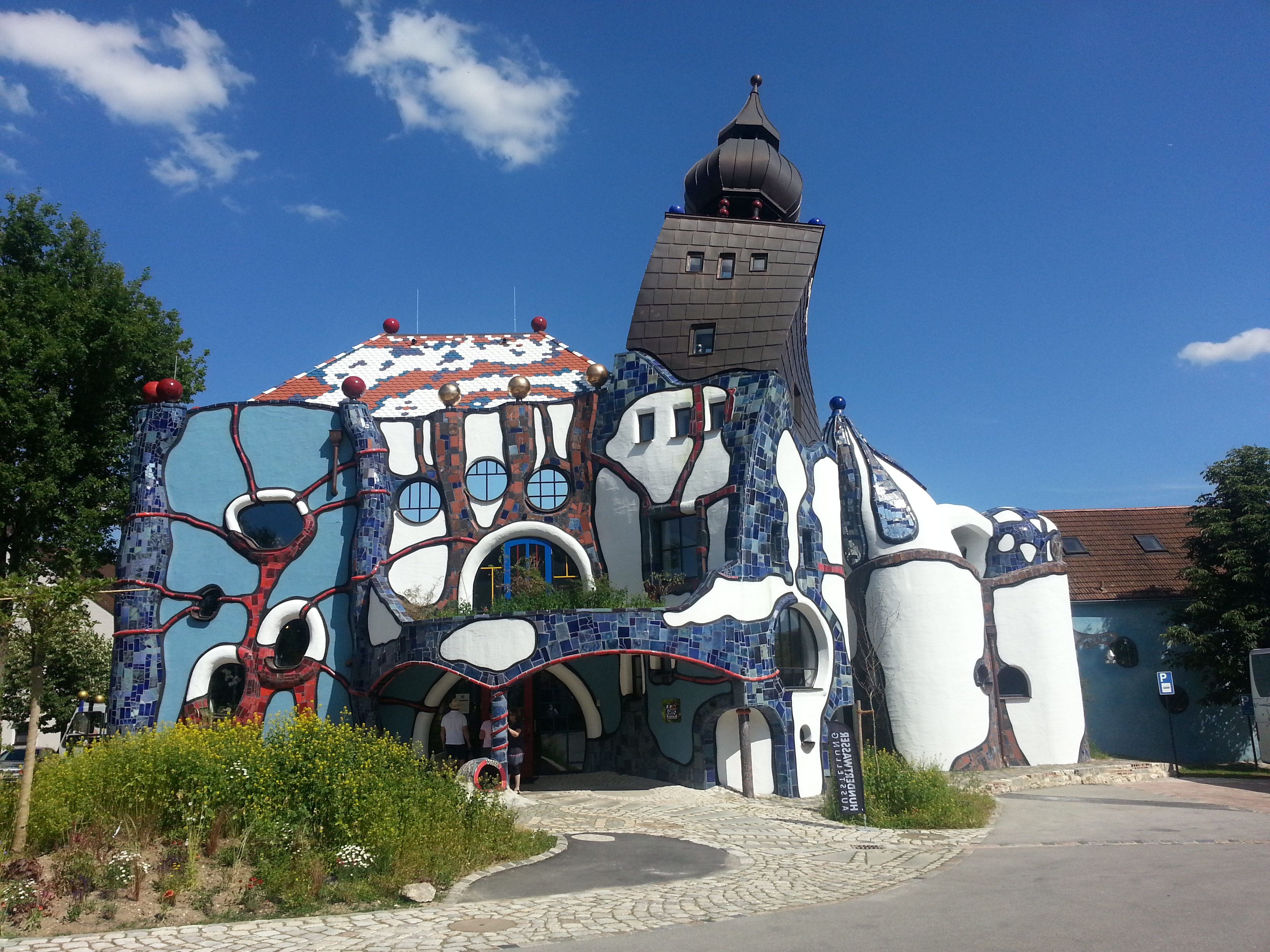
KunstHausAbensberg

### Verschwundener Gedenkstein
In Abensberg und den umliegenden Ortschaften befanden sich bis in die 1950er Jahre Gräber von KZ-Häftlingen von einem Todesmarsch aus den Außenlagern Hersbruck und Saal a. d. D. des KZ Dachau, die im Frühjahr 1945 von SS-Männern ermordet wurden oder an Entkräftung starben. Sie wurden zunächst am Todesort verscharrt, später auf Anordnung der US-Militärregierung auf den Friedhöfen der jeweiligen Orte begraben. Auf dem Friedhof im heutigen Ortsteil Pullach bestand ein Gedenkstein, der noch 1967 erwähnt wurde, aber heute nicht mehr vorhanden ist. Auf ihm wurde an das Leiden von zehn unbekannten KZ-Häftlingen erinnert.

### Regelmäßige Veranstaltungen
- Das Abensberger Veranstaltungsjahr beginnt im Februar mit dem Faschingsgillamoos, der am Unsinnigen Donnerstag seinen ersten Höhepunkt erreicht.
- Es folgt der Frühjahrsmarkt, ein verkaufsoffener Sonntag zwei Wochen vor Ostern.
- Freunde des Motorsports kommen beim Speedwayrennen (u. a. immer am Pfingstmontag) auf ihre Kosten.
- Beim Bürgerfest am ersten Juliwochenende verwandelt sich der Schlossgarten mit seinen alten Gemäuern in ein mittelalterliches Lager.
- Anfang August findet jedes Jahr das Schlossgartenfest statt. Es wird seit 1977 von der Jungen Union organisiert und zieht alle Altersgruppen aus Abensberg und Umgebung an.
- Am zweiten Samstag im August laden offene Geschäfte mit dem Nachtmarkt zum Bummel durch die laue Sommernacht ein.
- Der Gillamoos, der älteste und größte Jahrmarkt der Hallertau, öffnet von Donnerstag vor dem ersten Septembersonntag bis zum Montag danach seine Pforten. Er stellt den Höhepunkt des Jahres in Abensberg dar und ist ein Fest für die Bevölkerung von Abensberg und Umgebung.
- Der Herbstmarkt, ein verkaufsoffener Sonntag, findet am ersten Oktoberwochenende statt.
- Unter dem Titel Novembernebel findet seit 1997 eine herbstliche Veranstaltungsreihe statt, in der Kultur, Kunst, Musik und Unterhaltung an verschiedenen Schauplätzen in Abensberg dargeboten werden
- An die Niklasspende, eine mittelalterliche Stiftung für die Armen, erinnert der Niklasmarkt (immer um den Nikolaustag am 6. Dezember)

## Fair-Trade-Stadt
Aufgrund des großen örtlichen Engagements für den Fairen Handel wurde Abensberg am 20. Mai 2010 als dritter Stadt in Bayern der Titel Fair-Trade-Stadt verliehen.

## Persönlichkeiten

### Söhne und Töchter der Stadt
- Theoderich von Abensberg († 1383), Bischof von Regensburg
- Erhart Falckener, Gestalter von spätgotischem Kirchengestühl (eines seiner Werke ist heute noch in den Originalfarben von 1496 in der Simultankirche Bechtolsheim zu sehen, ein weiteres komplett erhaltenes Gestühl von 1510 ist in Kiedrich im Rheingau in der Basilica minor St. Valentinus und Dionysius vorhanden)
- Johannes Aventinus (1477–1534), bayerischer Geschichtsschreiber
- Stephan Agricola (1491–1547), Theologe und Reformator
- Stephan Weinberger (1624–1703), Geistlicher, Weihbischof in Würzburg
- Wolfgang Schmidt (1664–1728), bayerischer Widerstandskämpfer während des Spanischen Erbfolgekriegs
- Maria Anna Margaretha von Gemmingen (1711–1771), Fürstäbtissin des Kanonissenstifts Lindau
- Gilbert Michl (1750–1828), Abt von Steingaden und Komponist
- Joseph von Hazzi (1768–1845), bayerischer Beamter (Staatsrat und General-Landes-Direktionsrat)
- Franz Xaver Edlhard (1825–1907), Bezirksamtmann von Wertingen
- Karolin Kroiß (1862–1927), Benediktinerin, Äbtissin des Klosters St. Walburg in Eichstätt
- Sebastian Osterrieder (Prof.) (1864–1932), Bildhauer und Krippenschnitzer
- Franz Xaver Osterrieder (1869–1949), Heimatschriftsteller
- Kaspar Dantscher (1878–1944), Professor für Wasserbau
- Heinrich Kneuer (1887–1959), Landrat des Landkreises Dachau und Regierungspräsident von Oberbayern
- Josef Müller (1889–1976), Kunsthistoriker und Archivar
- Ludwig Berger (1900–1971), Politiker, Abgeordneter im Bayerischen Landtag
- Josef Stanglmeier (1918–1999), Bauunternehmer, Politiker und Stifter
- Alfred Edel (1932–1993), Schauspieler
- Josef „Wack“ Hofmeister (* 1934), Sandbahn- und Speedway-Rennfahrer
- Rosemarie Kreitmair (1940–2023), Vorsitzende Richterin am Oberlandesgericht München sowie Richterin des Bayerischen Verfassungsgerichtshofs
- Josef Mooser (* 1946), Historiker
- Franz Guttenberger (* 1949), Jurist, Bundesrichter a. D.
- Thomas Deufel (* 1954), Mediziner und Staatssekretär im Thüringer Ministerium für Bildung, Wissenschaft und Kultur.
- Martin Neumeyer (* 1954), Politiker (u. a. bayerischer Landtagsabgeordneter, Stadtrat und Kulturreferent der Stadt Abensberg, ab 1. November 2016 Landrat des Landkreises Kelheim)
- Otto Kneitinger (* 1954), Stadtrat und Sportreferent, ab 2022 Präsident Europäische Judo Union
- Paul Smaczny (* 1957), Dramaturg, Regisseur und Filmproduzent, u. a. Emmy- und Echo-Preisträger
- Uwe Brandl (* 1959), Kommunalpolitiker, Bürgermeister von Abensberg, Präsident des Bayerischen Gemeindetages sowie Präsident des Deutschen Städte- und Gemeindebundes
- Resi März (* 1960), deutsche Leichtathletin, u. a. Deutsche Meisterin im 100-Meter-Lauf
- Bernhard Rumpe (* 1967), Professor für Informatik
- Matthias Dürmeyer (* 1990), Fußballspieler

### Persönlichkeiten, die vor Ort gewirkt haben
- Selige Bertha von Ratzenhofen († 1151)
- Nikolaus von Kues (1401–1464), deutscher Philosoph, Theologe und Mathematiker, Taufpate des Grafen Niclas von Abensberg
- Jakob Jonas (1500–1558), deutscher Philologe, Rechtswissenschaftler, Politiker und Diplomat
- Wiguläus von Kreittmayr (1705–1790) wurde durch Heirat Herr von Offenstetten und Hatzkofen
- Napoleon Bonaparte (1769–1821), französischer General, Staatsmann und Kaiser
- Adolf Wilhelm Keim (1851–1913), Erfinder der Silikatfarben (eröffnete sein erstes Werk im Ortsteil Offenstetten)
- Josef Kral (1887–1965), Journalist und Politiker (Zentrum, CSU), ab 1931 Verleger des Abensberger Tagblatts[34][35]
- Daisy d’Ora (1913–2010), Schauspielerin und Schönheitskönigin
- Friedensreich Hundertwasser (1928–2000), Künstler und Architekt
- Ernst Wilhelm Heine (1940–2023), Architekt und Schriftsteller
- Andreas Fischer (* 1966), Politiker (u. a. bayerischer Landtagsabgeordneter)
- Stephan Ebn (* 1978), Schlagzeuger, Musikproduzent
- Ole Bischof (* 1979), Judoolympiasieger
- Michael Jurack (* 1979), Olympia-Bronzemedaillengewinner 2004 im Judo
- Konstantin Ferstl (* 1983), Regisseur, Drehbuchautor und Musiker